# Prithvi (film, 1997)
Pour les articles homonymes, voir Prithvi (homonymie).
Pour plus de détails, voir Fiche technique et Distribution.
Prithvi (पृथ्वी) est un film indien de Bollywood réalisé par Nitin Manmohan sorti le 29 août 1997.
Le film met en vedette Sunil Shetty et Shilpa Shetty, le long métrage fut un succès notable aux box-office.

## Box-office
- Box-office Inde : 200 020 000 roupies.

Box-office india qualifie le film de Hit.